# Leucophobetron argentiflua
Leucophobetron argentiflua är en fjärilsart som beskrevs av Jacob Hübner 1824. Leucophobetron argentiflua ingår i släktet Leucophobetron och familjen snigelspinnare. Inga underarter finns listade i Catalogue of Life.